# Hanna Kochanowska

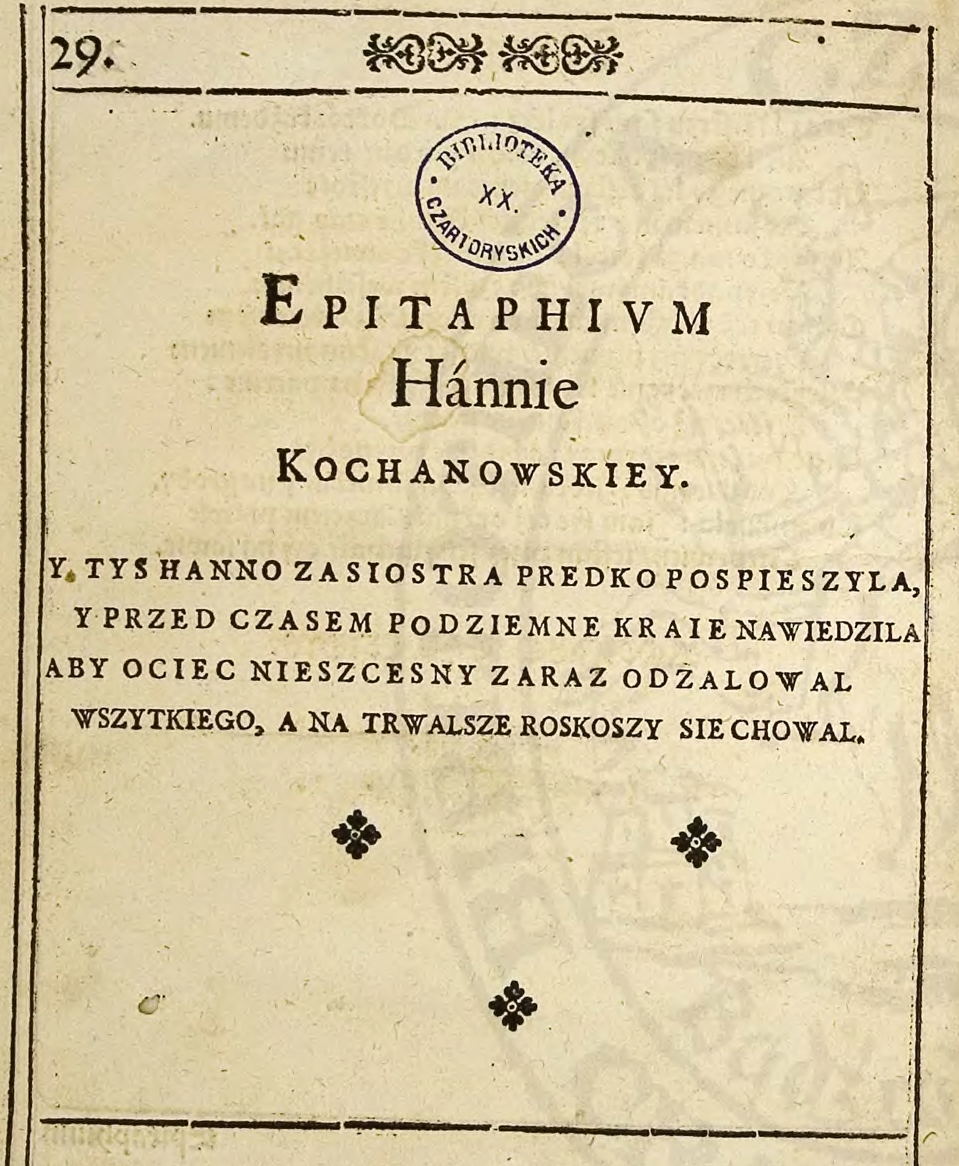
Epitafium Hannie Kochanowskiej w drugim wydaniu Trenów (1583)

Hanna (Anna) Kochanowska (zm. przed 1583) – jedna z córek poety Jana Kochanowskiego i szlachcianki Doroty Podlodowskiej.
Imię Hanna (Anna) było ulubionym imieniem Kochanowskiego. Nosiła je matka poety, Anna Białaczowska. Jan Kochanowski nazywa w wierszach tym imieniem również swoją żonę, Dorotę.
Podobnie jak Urszula, zmarła w dzieciństwie. Ojciec poświęcił jej Epitafium, dołączone do drugiego wydania Trenów.